# Alfredo Aceves
Artikeln följer den spanska namnseden; faderns efternamn är Aceves och moderns efternamn Martínez.
Alfredo Aceves Martínez, född den 8 december 1982 i San Luis Río Colorado, är en mexikansk före detta professionell basebollspelare som spelade sju säsonger i Major League Baseball (MLB) 2008–2014. Aceves var högerhänt pitcher.
Aceves spelade i MLB för New York Yankees (2008–2010), Boston Red Sox (2011–2013) och Yankees igen (2014). Han var 2009 med och vann World Series med Yankees.

## Karriär

### Major League Baseball

#### Toronto Blue Jays
Aceves kontrakterades vid 18 års ålder av Toronto Blue Jays inför 2001 års säsong och samma år gjorde han proffsdebut i Blue Jays farmarklubbssystem. Han inledde på den lägsta nivån (Rookie) i Dominican Summer League, där han startade tio matcher. Han kände sig dock isolerad som den enda utlänningen i laget och när Blue Jays ville skicka honom dit även för 2002 års säsong valde han att stanna i Mexiko i stället. I april såldes han till Leones de Yucatán i Liga Mexicana de Béisbol (LMB).

### Liga Mexicana de Béisbol
Aceves spelade i LMB under sex säsonger, 2002–2005 för Yucatán och 2006–2007 för Sultanes de Monterrey. Totalt var han 34-23 (34 vinster och 23 förluster) med en earned run average (ERA) på 4,06 på 126 matcher. 2005 hade han flest complete games i ligan (tre) och tredje flest innings pitched (145,2) och strikeouts (101). 2006 togs han ut till ligans all star-match och 2007 var han fjärde bäst i ligan avseende motståndarnas slaggenomsnitt (0,242).

### Major League Baseball igen

#### New York Yankees
Inför 2008 års säsong köptes Aceves tillsammans med några andra spelare av New York Yankees i MLB för 450 000 dollar. Han fick börja i farmarklubben Tampa Yankees i Florida State League (A-Advanced), där han var 4-1 med en ERA på 2,11 på åtta starter. Därefter flyttades han i slutet av maj upp till Trenton Thunder i Eastern League (Double-A). För Trenton var han 2-2 med en ERA på 1,80 på sju starter, däribland en shutout. Han utsågs till Player of the Week i Eastern League under sin första vecka där. I slutet av juni flyttades han upp till Yankees högsta farmarklubb Scranton/Wilkes-Barre Yankees i International League (Triple-A), trots att han samma dag sattes upp på skadelistan med en muskelbristning i höger ljumske. Efter två veckor var han tillbaka och gjorde sin första start på Triple-A-nivån. För Scranton/Wilkes-Barre var han 2-3 med en ERA på 4,12 på tio matcher, varav åtta starter.
Efter att sammanlagt i minor leagues 2008 ha varit 8-6 med en ERA på 2,62 på 25 matcher, varav 23 starter, kallades han i slutet av augusti upp till New York Yankees och gjorde sin MLB-debut den 31 augusti i en match mot Toronto Blue Jays. Sin första start i MLB gjorde han den 9 september mot Los Angeles Angels of Anaheim, en match som han vann efter sju bra innings pitched. Han startade den näst sista matchen någonsin i gamla Yankee Stadium den 20 september. För New York Yankees var han totalt 1-0 med en ERA på 2,40 på sex matcher, varav fyra starter. Efter säsongen rankades han av den ansedda tidningen Baseball America som den sjunde största talangen i Yankees farmarklubbssystem och han ansågs också ha den bästa changeupen i systemet.

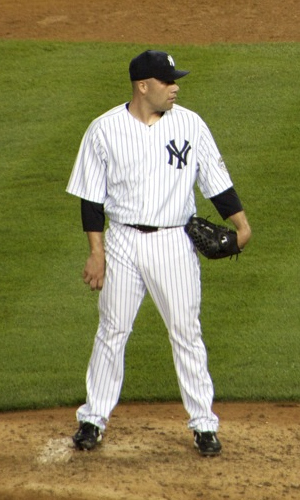
Aceves i New York Yankees dräkt 2009.

Inför premiären av 2009 års säsong lyckades Aceves inte ta en plats i Yankees spelartrupp utan han inledde säsongen för Scranton/Wilkes-Barre, där han var 2-0 med en ERA på 3,80 på fyra starter innan han kallades upp till New York i början av maj. I sin första match för Yankees gjorde han ett inhopp mot Boston Red Sox och hade sju strikeouts, vilket var nytt personligt rekord och flest strikeouts av en inhoppare för Yankees sedan 1997. Under 17 matcher mellan slutet av maj och slutet av juli var han 3-0 med en save och en ERA på 2,12. Sin första save i MLB fick han den 5 juli mot Toronto Blue Jays, då han pitchade fyra inningar. Han blev därmed den första Yankeen sedan Orlando Hernández 2002 att pitcha minst fyra inningar och få en save. Sin enda start under säsongen gjorde han den 9 juli mot Minnesota Twins. Sett över hela säsongen var han 10-1 för Yankees med en save och en ERA på 3,54 på 43 matcher, varav en start. Han användes främst som så kallad long reliever och pitchade minst två inningar i 24 av sina 42 inhopp, varav minst tre inningar i åtta inhopp och minst fyra inningar i tre inhopp. Hans tio vinster var flest av alla relievers i hela MLB. I slutspelet deltog han i fyra matcher, en i American League Division Series (ALDS) mot Minnesota Twins, två i American League Championship Series (ALCS) mot Los Angeles Angels of Anaheim och en i World Series mot Philadelphia Phillies, som Yankees vann med 4-2 i matcher. I match 3 i ALCS tillät han en walk-off hit i botten av elfte inningen. Totalt i slutspelet var han 0-1 med en ERA på 4,15.
2010 lyckades Aceves för första gången ta en plats i Yankees spelartrupp inför en säsongspremiär, även om han hade vissa skadeproblem. I början av maj tvingades han dock lämna en match mot Boston Red Sox på grund av ryggproblem och han hamnade några dagar senare på skadelistan. Först i augusti kunde han göra comeback, men det blev bara sju matcher, varav fem starter, för Scranton/Wilkes-Barre (Triple-A) och Trenton (Double-A), där han sammanlagt var 0-0 med en ERA på 6,17. Han pitchade inte alls i september. För Yankees var han 3-0 med en ERA på 3,00 på tio matcher. Hälften av hans tio inhopp för Yankees varade mer än en inning. Han blev den andra pitchern sedan 1900 att nå minst tre vinster under en säsong där han pitchade högst tolv inningar.
Under vintern 2010/11 var Aceves med om en cykelolycka hemma i Mexiko där han bröt vänster nyckelben och strax därefter beslutade Yankees att inte förlänga kontraktet med honom. Han blev därmed free agent.

#### Boston Red Sox
I februari 2011 skrev Aceves på ett ettårskontrakt värt 650 000 dollar med Boston Red Sox och han hade en mycket framgångsrik säsong för klubben. Från början placerades han dock i Red Sox högsta farmarklubb Pawtucket Red Sox i International League (Triple-A), men innan han hann spela någon match där kallades han upp till Boston i början av april. Efter sex matcher skickades han tillbaka till Pawtucket, men efter två starter där kallades han upp till Boston igen i början av maj, och resten av säsongen spelade han för Boston. Efter en match den 27 augusti mot Oakland Athletics var han 9-1 under säsongen och 23-2 under MLB-karriären. Ingen pitcher i MLB:s historia hade tidigare vunnit 23 av sina första 25 avgöranden. Under hela 2011 var han 10-2 med en ERA på 2,61 på 55 matcher, varav fyra starter. Som starter var han 1-1 med en ERA på 5,14, men som inhoppare var han 9-1 med en ERA på 2,03 och hade flest innings pitched som inhoppare (93,0) i hela MLB. I American League var han bäst bland alla inhoppare i vinster, sjätte bäst i ERA och nionde bäst i motståndarnas slaggenomsnitt (0,193). Man fick gå tillbaka till 1984 för att hitta en pitcher som hade minst nio vinster som inhoppare för Red Sox och till 1999 för att hitta en pitcher som pitchade minst 93 inningar som inhoppare för klubben. I hela MLB hade han flest inhopp som varade minst två inningar (21) och flest som varade minst tre inningar (13). Senast någon i MLB hade haft så många inhopp på minst tre inningar var 2003 och senast någon i Red Sox hade haft det var 1990. I sju av hans inhopp på minst tre inningar höll han nollan, vilket var flest i MLB. Under åtta raka inhopp i juli pitchade han minst två inningar, vilket var den längsta sådana sviten i MLB under säsongen och den längsta i klubben sedan 2002. Om man bara räknar matcherna efter all star-matchen i juli hade han lägst ERA (1,77) och motståndarnas slaggenomsnitt (0,189) av alla pitchers i American League med minst 40 innings pitched. Han avslutade säsongen mycket starkt och hade en ERA på 0,56 på sina nio sista matcher och 1,21 på sina 19 sista. I september hade han också en period där han höll nollan i 15 raka inningar, vilket var nytt personligt rekord. Han satte under säsongen personligt rekord också i bland annat matcher, innings pitched (114,0) och strikeouts (80). Av de pitchers i American League som pitchade minst 100 inningar kom han tvåa i motståndarnas slaggenomsnitt (0,204) och motståndarnas slugging % (0,321), trea i ERA, delad sexa i motståndarnas on-base plus slugging (OPS) (0,621) och tia i walks + hits per inning pitched (WHIP) (1,11). Av de pitchers i MLB som pitchade minst 70 inningar mot klubbar i American League hade han lägst ERA av alla mot de klubbarna (2,37). Han var den enda i MLB som hade mer än en save (två) och samtidigt minst tio vinster och han var den första i American League att lyckas med det sedan 2005. Vänsterhänta slagmän hade bara ett slaggenomsnitt på 0,190 mot honom och han var tvåa i klubben med elva holds. Han blev den första i klubbens historia att nå minst nio vinster, tio holds och två saves under samma säsong. En av få mindre bra kategorier var hit batsmen, där han hade näst flest i American League (15) och hans tio hit batsmen som inhoppare var flest i MLB och flest i klubben sedan 1993. Efter säsongen utsågs han till Red Sox Pitcher of the Year och Unsung Hero av de lokala medlemmarna i Boston av Baseball Writers' Association of America (BBWAA).
Lika bra som det gick 2011, lika dåligt gick det 2012 för Aceves. Han vände på vinst- och förlustsiffrorna från föregående år och var 2-10 med en ERA på 5,36. Sedan 1921 hade det bara hänt två gånger tidigare att en inhoppare för Red Sox haft fler än tio förluster under en säsong. Under säsongen var Aceves Red Sox closer medan den ordinarie closern Andrew Bailey var skadad och fick ihop 25 saves, vilket var nionde flest i American League, men hade även åtta blown saves. I slutet av april hade han tre raka matcher där han kom in i nionde inningen och lyckades bevara en enpoängsledning, trots att han dessförinnan aldrig i karriären kommit in i nionde inningen eller senare med en enpoängsledning. Juli var en bra månad då han hade en ERA på 1,38 på tolv matcher, vilket var tredje bäst i American League bland pitchers med minst 13 innings pitched, och hade nio raka matcher där han höll nollan, vilket var nytt personligt rekord. I augusti däremot var hans ERA 9,42 på tolv matcher och i slutet av månaden stängdes han av tre matcher av Red Sox på grund av dåligt uppförande. Efter avstängningen var han inte längre lagets closer då Andrew Bailey var tillbaka från sin skada. Aceves satte under säsongen nya personliga rekord genom att spela 69 matcher, flest i klubben, och genom att avsluta 55 matcher, femte flest i American League. Av alla inhoppare i ligan var han den som pitchade näst flest inningar (84,0). Han var bättre på bortaplan (3,86 ERA på 34 matcher) än på hemmaplan (7,03 ERA på 35 matcher). Han snittade under säsongen 8,04 strikeouts per 9 innings pitched, vilket var nytt personligt rekord.
Inte heller i början av 2013 spelade Aceves bra. Inklusive slutet av 2012 var han i slutet av april 2013 1-5 med en ERA på 8,51 på 48,2 innings pitched samtidigt som motståndarnas slaggenomsnitt var 0,315. Detta ledde till att han skickades ned till Pawtucket Red Sox. Därefter skickades han flera gånger fram och tillbaka mellan Boston och Pawtucket innan han i mitten av juli skickades ned till Pawtucket för gott. Sammanlagt var han 4-1 under sina elva matcher för Boston, varav sex starter, men hans ERA var 4,86. Efter säsongen blev han free agent igen.

#### Baltimore Orioles
I januari 2014 skrev Aceves på ett minor league-kontrakt med Baltimore Orioles och bjöds in till klubbens försäsongsträning. När han inte kom med i Orioles spelartrupp när grundserien skulle börja valde han att avsluta kontraktet.

#### New York Yankees igen
Bara några dagar efter att Aceves lämnade Orioles skrev han på ett minor league-kontrakt med sin gamla klubb New York Yankees. Han skickades till Yankees högsta farmarklubb Scranton/Wilkes-Barre Railriders. I början av maj, efter tre matcher för Railriders med en ERA på 1,98, blev han uppflyttad till Yankees spelartrupp. Där fick han spela tio matcher i vilka han var 1-2 med en ERA på 6,52 innan han i början av juni petades från spelartruppen. Han hamnade återigen i farmarklubben Railriders, men i början av juli stängdes han av i 50 matcher på grund av att han brutit mot Minor League Baseballs antidrogpolicy. I slutet av augusti blev han klubblös då Yankees avslutade kontraktet. Följande vinter spelade han i Liga Mexicana del Pacífico (LMP).

### Liga Mexicana de Béisbol igen
Inför 2015 års säsong skrev Aceves på ett minor league-kontrakt med San Francisco Giants, som skickade honom till Sultanes de Monterrey i Liga Mexicana de Béisbol (LMB). I juni stängde ligan av honom under resten av säsongen på grund av hans uppträdande mot en domare. Han var dessförinnan 3-4 med en ERA på 3,40 på elva matcher, varav tio starter. På vintern spelade han återigen i LMP. Efter säsongen blev han free agent.
Aceves fortsatte 2016 att spela för Monterrey, men i slutet av maj stängde klubben av honom på grund av att han hamnat i bråk med en lagkamrat. Han var då 4-3 med en ERA på 3,81 på tio starter. Han spelade för Monterrey även nästföljande säsong, fram till maj då han släpptes av klubben. På tre starter var han 0-0 med en ERA på 6,35. Efter bara några dagar hade han hittat en ny klubb, Saraperos de Saltillo, där han under resten av 2017 års säsong var 1-5 med en ERA på 6,41 på åtta matcher, varav sju starter. Efter säsongen blev han free agent.

### Internationellt
Aceves representerade Mexiko vid World Baseball Classic 2013. Han deltog i en match då han pitchade tre inningar och hans ERA var 6,00.

## Spelstil
Aceves använde en fastball, en curveball, en changeup och en cut fastball. Han var oberäknelig och kunde kasta vilket kast som helst i vilken situation som helst.

## Övrigt
Aceves far var också en professionell basebollspelare och spelade förstabasman i Liga Mexicana de Béisbol (LMB). Även Aceves bror var basebollproffs och spelade tio år (1997–2006) i USA i olika farmarklubbar.
Aceves bar tröjnummer 91 efter basketspelaren Dennis Rodman, som han beundrar.